# Магдагачинский район
Магдага́чинский райо́н — административно-территориальная единица (район) и муниципальное образование (муниципальный район) в Амурской области Российской Федерации.
Административный центр — посёлок городского типа Магдагачи.

## География
Район расположен на северо-западной части Амурской области. Граничит на северо-востоке — с Зейским районом, на востоке — с Шимановским районом, на западе — со Сковородинским районом, на юге по его территории проходит государственная граница России с КНР по р. Амур. Площадь района — 16 667 км².

### Климат
Климатические условия района резко континентальные с муссонными чертами. Континентальность климата выражается большими годичными и суточными амплитудами температур воздуха, муссонность — почти исключительно северо-западными ветрами зимой и резким преобладанием летних осадков. Безморозный период от 150 до 180 дней. Средняя температура в июле месяце +18,8 °C. Средняя температура в январе от −26,2 °C. Годовое количество осадков составляет до 430 мм. Зимой снежный покров составляет 17 см.

## История
В 1926 году в составе Зейского округа Дальневосточного края был образован Тыгдинский район с центром в селе Тыгда. 30 июля 1930 Зейский округ, как и большинство остальных округов СССР, был упразднён, его районы отошли в прямое подчинение Дальневосточного края. 20 октября 1932 года решением ВЦИК и СНК РСФСР о новом территориальном делении и районировании края Тыгдинский район был включён в состав созданной Амурской области. В 1934 году Тыгдинский район был передан в состав вновь образованной Зейской области, образованной в границах бывшего Зейского административного округа. В 1937 году Зейская область была упразднена, её районы вошли в состав Читинской области. 2 августа 1948 года Тыгдинский район вошёл в состав самостоятельной Амурской области, выделенной из состава Хабаровского края. 24 ноября 1977 года Указом Президиума Верховного Совета РСФСР Тыгдинский район был переименован в Магдагачинский с центром в посёлке Магдагачи.
С 1 января 2006 года в соответствии с Законом Амурской области от 12 мая 2005 года № 477-ОЗ на территории района образованы 11 муниципальных образований: 3 городских и 8 сельских поселений.

## Население
| 1959    | 1970    | 1979    | 1989    | 1990    | 1995    | 2000    |
| ------- | ------- | ------- | ------- | ------- | ------- | ------- |
| 40 780  | ↘39 156 | ↘34 187 | ↘33 682 | ↗34 062 | ↘31 785 | ↘28 452 |
| 2001    | 2002    | 2003    | 2004    | 2009    | 2010    | 2011    |
| ↘27 700 | ↘26 427 | ↘26 200 | ↘25 700 | ↘23 682 | ↘22 671 | ↘22 586 |
| 2012    | 2013    | 2014    | 2015    | 2016    | 2017    | 2018    |
| ↘21 921 | ↘21 457 | ↘20 939 | ↘20 530 | ↘20 459 | ↘20 340 | ↘20 234 |
| 2019    | 2020    | 2021    | 2023    |         |         |         |
| ↘19 939 | ↘19 592 | ↘17 489 | ↘16 847 |         |         |         |

## Муниципально-территориальное устройство
В Магдагачинский район входят 11 муниципальных образований, в том числе 3 городских поселения и 8 сельских поселений:
| №        | Муниципальное образование       | Административный центр | Количество населённых пунктов | Население (чел.) | Площадь (км²) |
| -------- | ------------------------------- | ---------------------- | ----------------------------- | ---------------- | ------------- |
| 1e-06    | Городские поселения:            |                        |                               |                  |               |
| 1        | рабочий посёлок (пгт) Магдагачи | пгт Магдагачи          | 2                             | ↘9061            | 338,70        |
| 2        | рабочий посёлок (пгт) Сиваки    | пгт Сиваки             | 2                             | ↘1236            | 500,40        |
| 3        | рабочий посёлок (пгт) Ушумун    | пгт Ушумун             | 1                             | ↘1668            | 456,30        |
| 3.000002 | Сельские поселения:             |                        |                               |                  |               |
| 4        | Гонжинский сельсовет            | село Гонжа             | 3                             | ↘553             | 140,10        |
| 5        | Гудачинский сельсовет           | село Гудачи            | 1                             | ↘304             | 4,90          |
| 6        | Дактуйский сельсовет            | село Дактуй            | 5                             | ↘503             | 283,20        |
| 7        | Кузнецовский сельсовет          | село Кузнецово         | 1                             | ↘119             | 42,70         |
| 8        | Толбузинский сельсовет          | село Толбузино         | 1                             | ↘129             | 44,10         |
| 9        | Тыгдинский сельсовет            | село Тыгда             | 2                             | ↘2476            | 681,60        |
| 10       | Чалганский сельсовет            | село Чалганы           | 1                             | ↘292             | 75,40         |
| 11       | Черняевский сельсовет           | село Черняево          | 2                             | ↘738             | 166,10        |

### Населённые пункты
В Магдагачинском районе 20 населённый пункт.
| №  | Населённый пункт | Тип                     | Население | Муниципальное образование       |
| -- | ---------------- | ----------------------- | --------- | ------------------------------- |
| 1  | Апрельский       | посёлок                 | ↗43       | Дактуйский сельсовет            |
| 2  | Гонжа            | село                    | ↘735      | Гонжинский сельсовет            |
| 3  | Гудачи           | село                    | ↘304      | Гудачинский сельсовет           |
| 4  | Дактуй           | село                    | ↘590      | Дактуйский сельсовет            |
| 5  | Калиновка        | село                    | →0        | Черняевский сельсовет           |
| 6  | Кислый Ключ      | село                    | →24       | Гонжинский сельсовет            |
| 7  | Красная Падь     | село                    | ↘5        | рабочий посёлок (пгт) Магдагачи |
| 8  | Кузнецово        | село                    | ↘119      | Кузнецовский сельсовет          |
| 9  | Магдагачи        | пгт                     | ↘9056     | рабочий посёлок (пгт) Магдагачи |
| 10 | Новопокровка     | село                    | →0        | Тыгдинский сельсовет            |
| 11 | Нюкжа            | железнодорожная станция | ↘0        | Гонжинский сельсовет            |
| 12 | Пионер           | село                    | ↘30       | Дактуйский сельсовет            |
| 13 | Сиваки           | пгт                     | ↘1236     | рабочий посёлок (пгт) Сиваки    |
| 14 | Сулус            | село                    | ↘31       | Дактуйский сельсовет            |
| 15 | Толбузино        | село                    | ↘129      | Толбузинский сельсовет          |
| 16 | Тыгда            | село                    | ↘2476     | Тыгдинский сельсовет            |
| 17 | Тымерсоль        | железнодорожная станция | →5        | Дактуйский сельсовет            |
| 18 | Ушумун           | пгт                     | ↘1668     | рабочий посёлок (пгт) Ушумун    |
| 19 | Чалганы          | село                    | ↘292      | Чалганский сельсовет            |
| 20 | Черняево         | село                    | ↘738      | Черняевский сельсовет           |

Упразднённые населённые пункты:
- 1977 г. — посёлок 50-й км
- 2022 г. — посёлок 16-й км

## Транспорт
Перечень автодорог общего пользования федерального значения
- Р297 «Амур» — 196,5 км (2165 км);

Перечень автодорог общего пользования регионального и межмуниципального значения 
- 10К-036 «Гонжа — Кислый Ключ» — 8,105 км;
- 10К-059 «Зея — Тыгда» — 32,3 км (из 102,8 км);
- 10К-079 «Магдагачи — Гонжа» — 34,206 км;
- 10К-080 «Магдагачи — Толбузино» — 46,293 км;
- 10К-081 «Магдагачи — Тыгда» — 57,994 км;
- 10К-106 «Подъезд к с. Гудачи от автодороги „Амур“» — 0,730 км;
- 10К-107 «Подъезд к с. Дактуй от автодороги „Амур“» — 4,135 км;
- 10К-114 «Подъезд к с. Чалганы от автодороги „Амур“» — 6,051 км;
- 10К-116 «Подъезд к пгт. Магдагачи от автодороги „Амур“» — 3,643 км;
- 10К-118 «Подъезд к пгт. Сиваки от автодороги „Амур“» — 8,156 км;
- 10К-120 «Подъезд к пгт. Ушумун от автодороги „Амур“» — 2,23 км;
- 10К-228 «Тыгда — Сиваки» — 63,811 км;
- 10К-229 «Тыгда — Черняево» — 45,0 км;
- 10К-236 «Черняево — Кузнецово» — 38,564 км.